# Tour du Rutor
Il Tour du Rutor Extrême (pron. fr. AFI: [tuʁ dy ʁytɔʁ ɛkstʁɛm]) è una competizione internazionale di scialpinismo che si svolge dal 1995, prima a cadenza annuale ed attualmente a cadenza biennale, tra marzo e aprile. Prende il nome dalla cima che domina la corsa, la Testa del Rutor.

## Descrizione
Il quartier generale della manifestazione è situato nel comune di Arvier, dove si svolgono i briefing pre gara, la consegna dei pettorali e le premiazioni.
Le gare che si svolgono nell'arco di tre giorni (quattro nell'edizione del ventennale del 2020) nei comuni di Arvier, Valgrisenche e La Thuile.
Il Millet Tour du Rutor Extrême fa parte de La Grande Course.

### Percorso
In totale la gara prevede 9500 m di dislivello positivo, 105 km di fuoripista, 60 km di salita, 45 km di discesa, 6 km di creste aeree il tutto in totale sicurezza. Inoltre durante ogni tappa gli atleti saliranno oltre i 3000 metri di quota (edizione 2020).

### Categorie
I percorsi sono estremamente tecnici e rivolti sia ai campioni, dove si premia anche le velocità in discesa, sia agli amatori. Ciò significa, che se le condizioni meteo e la sicurezza lo consentono, è prevista la possibilità di non avere cancelli orari e di far arrivare in fondo alla gara tutte le squadre.
Gli atleti concorrono in categorie in squadre di due elementi (maschile e femminile): Senior dove al loro interno concorrono i Master (over 22) e gli Espoir (under 21); e le categorie giovanili, suddivise in Junior (18/20 anni) e Cadetti (15/17 anni). Sono ammesse coppie miste sia per categorie sia per sesso.